# Павел Латрский
Павел Латрский, или Латрийский (греч. Όσιος Παύλος ο νέος ο Λατρινός, ок. 880, Элея — 15 (28) декабря 955 года или 956 года, Латр) — византийский монах. Канонизован в лике преподобных.
Родился в Византии, в городе Элее, порте Пергама в Мисии на западе Малой Азии.
После гибели отца в морской битве с арабами он воспитывался вместе с братом Василием в обители святого Стефана во Фригии, а после смерти матери сначала был пастухом, а потом предался самому строгому аскетизму в монастыре Кария в окрестностях горы Латр (ныне хребет Бешпармак в Турции), близ Милета. Позже затворился в пещере на вершине скалы, стал столпником. Слава о подвигах и святой жизни преподобного привлекла к нему многих подвижников, которые устроили монастырь Стилу (Μονή του Στύλου — «у столпа») у подножия скалы. Император Константин VII Багрянородный (913—959) часто писал преподобному. Пётр I, царь Болгарии, и папа римский Агапит II почитали его за богоугодную жизнь. Позже преподобный Павел удалился на остров Самос, где основал лавру и восстановил три монастыря, разорённые агарянами (арабами). В конце жизни преподобный вернулся в монастырь на горе Латр, где умер в 955 году.
Брат преподобного Василий стал игуменом монастыря Святого Илии на горе Малый Олимп в Вифинии.
Святые Каллист и Игнатий Ксанфопулы сообщают, что в ответ на вопрос одного из своих учеников преподобный написал трактат о различении истинного и ложного света, являемого в молитве.
О жизни преподобного рассказывает анонимное византийское «Житие Павла Латрского» (Vita Pauli Latri, Βίος Αγίου Παύλου).
День памяти преподобного в Католической церкви — 15 декабря, в Православной церкви — 15 (28) декабря.